# Gwalior (stato)
Lo Stato di Gwalior fu uno stato principesco del subcontinente indiano, avente per capitale Gwalior (in urdu گوالیر‎?).

## Posizione geografica
Lo Stato aveva un'ampiezza totale di 64856 km², ma era composto di vari territori separati. Genericamente era suddiviso in due parti: il Gwalior propriamente detto a nord e il Malwa a sud.
La parte a nord era una regione unica, di 44082 km², il cui confine settentrionale era segnato dal fiume Chambal, che la separava dagli stati indigeni di Dholpur, Karauli e Jaipur nella regione del Rajputana; a est confinava con i distretti britannici di Jalaun e Jhansi nelle Province unite di Agra e Oudh, e con il distretto di Sagar nelle Province Centrali; a sud gli stati confinanti erano Bhopal, Khilchipur, Rajgarh e il territorio di Sironj nello Stato di Tonk; a ovest confinava con gli Stati di Jhalawar, Tonk e Kota nella regione del Rajputana.
A sud, il Malwa includeva la città di Ujjain e, con le sue diverse pertinenze in un frammentato intrico di sovranità, aveva un'estensione di 20774 km².

## Storia
La dinastia Sindhia fa risalire le proprie origini ad una famiglia che aveva ottenuto per diverso tempo il posto ereditario di patil a Kannerkhera, un villaggio a 16 chilometri a est di Satara. Il capofamiglia ricevette una patente di nomina da parte del Gran Mogol Aurangzeb, mentre una delle sue figlie sposò Shahu, figlio e successore di Sambhaji. Nel 1726, assieme a Malhar Rao Holkar, il fondatore della casata venne autorizzato a percepire il 25% delle entrate del distretto di Malwa. Ranoji fissò il proprio quartiere nell'antica città di Ujjain, che divenne la capitale dei domini Sindhia, e nel 1745 egli morì presso Shujalpur, dove ancora oggi si trova il suo cenotafio. Egli lasciò tre figli legittimi, Jayappa, Dattaji e Jotiba, e due illegittimi, Tukaji e Mahadji. Jayapa succedette nei territori di Ranoji, buma venne ucciso a Nagaur nel 1759. Egli venne seguito da suo figlio Jankoji, che venne fatto prigioniero nella Terza battaglia di Panipat del 1761 e messo a morte in seguito, venendo succeduto da Mahadjji.

### Mahadji Sindhia (1761-1794)
Madhavrao I, popolarmente conosciuto come Mahadji, e il suo successore Daulatrao ebbero una parte rilevante nella storia dell'India durante i loro governi. Mahadji tornò dal Deccan a Malwa nel 1764, e dal 1769 ristabilì qui il suo potere. Nel 1772 Madhavrao Peshwa morì, e nelle lotte che seguirono Mahadji ebbe una parte importante, cogliendo ogni occasione per accrescere il proprio potere nei suoi possedimenti. Nel 1775 Raghoba Dada Peshwa si pose sotto la protezione dei britannici. Le avversità che le forze di Sindhia incontrarono col colonnello Goddard dopo la sua famosa marcia dal Bengala al Gujarat (1778) Gwalior cadde sotto il maggiore Popham (1780), e nella notte l'attacco del maggiore Camac, gli aprì gli occhi per la fortificazione di una nuova potenza che entrava ormai a far parte dell'arena politica indiana. Nel 1782 il Trattato di Salbai venne siglato tra Sindhia e i britannici a nord della Yamuna. Questo atto apparentemente secondario rese in realtà i britannici arbitri della pace in India e virtualmente stabilì la loro predominanza nell'area, sebbene questi si fossero immediatamente premurati di riconoscere formalmente il ruolo di Sindhia quale capo locale indipendente e non vassallo del Peshwa. Un residente britannico, Mr. Anderson (che aveva negoziato il trattato), venne nominato come rappresentante alla corte di Sindhia.

La bandiera reale di Gwalior.

Sindhia si appoggiò al sistema di neutralità perseguito dai britannici per affermare il loro dominio nell'India settentrionale. In questo egli venne assistito dal genio di Benoît de Boigne, la cui influenza nel consolidare il potere di Mahadji Sindhia venne stimata come valore fondamentale. Questi era un sabaudo, nativo di Chambéry, che aveva prestato servizio sotto lord Clare nella famosa Irish Brigade a Fontenoy e altrove, e dopo diverse vicissitudini, tra cui l'imprigionamento ad opera dei turchi, raggiunse l'India ed entrò nel 6º reggimento di fanteria di Madras. Dopo aver rinunciato al proprio incarico viaggiò in Russia per poi entrare definitivamente al servizio di Mahadji ove iniziò a divenire noto per la sua competenza in campo militare.
Nel 1785 Sindhia si recò in visita all'imperatore mughal Shah 'Alam II a Delhi, ricevendo in cambio il titolo di Vakil-ul-Mutlak o vicereggente dell'Impero. Molti dei principali signori feudali dell'impero si rifiutarono di pagare un tributo a Sindhia. Sindhia lanciò una spedizione contro il Raja di Jaipur, ma si ritirarono dopo l'inconcludente Battaglia di Lalsot nel 1787. Il 17 giugno 1788 le armate di Sindhia sconfissero Isma'il Beh, un nobile mughal che gli opponeva resistenza. Il capo degli afghani, Ghulam Kadir, alleato di Isma'il Beg, prese Delhi e depose l'imperatore Shāh ʿĀlam accecandolo, mettendo al suo posto un sovrano fantoccio. Sindhia intervenne prendendo possesso di Delhi il 2 ottobre, restaurando Shāh ʿĀlam sul trono e agendo quale suo protettore. Mahadji inviò de Boigne a reprimere le forze di Jaipur a Patan (20 giugno 1790) e le armate di Marwar a Merta il 10 settembre 1790. Dopo il trattato di pace con Tipu, sultano di Mysore nel 1792, Sindhia estese la propria influenza tra i britannici, il Nizam di Hyderabad, e il Peshwa, tutti contro Tipu. In quello stesso anno Sindhia ottenne l'investitura a Pasha. Durante la cerimonia egli mostrò grande umiltà ma i vecchi nobili maratha erano disgustati dalla sua persona e si rifiutarono di tributargli onori e regalìe. De Boigne sconfisse le forze di Tukaji Holkar a Lakheri il 1º giugno 1793. Mahadji era ora allo zenith del suo potere, quando tutti i suoi progetti vennero interrotti dalla sua improvvisa morte nel 1794 presso Wanowri (Puna).

### Daulatrao Sindhia (1794-1827)
Mahadji non ebbe eredi e venne succeduto da Daulat Rao, nipote di suo fratello Tukaji, che aveva appena 15 anni all'epoca della sua ascesa al trono. Daulat Rao si riteneva più il sovrano di tutta l'India che il capo della confederazione maratha. All'epoca della morte del giovane Pasha, Madhav Rao II (1795), e coi problemi che seguirono, le dimissioni di Tukaji Holkar e l'ascesa del turbolento Yashwant Rao Holkar, assieme agli intrighi di Nana Fadnavis, gettarono il paese in una confusione totale che permise a Sindhia di continuare la sua discendenza. Egli passò anche sotto l'influenza di Sarje Rao Ghatke, che aveva sposato sua figlia (1798). Pressato probabilmente da questo consigliere, Daulat Rao propese per incrementare i propri domini a tutti i costi, assediando il territorio da Dhar e Dewas. L'ascesa al potere di Yashwant Rao Holkar di Indore, ad ogni modo, lo allarmò. Nel luglio del 1801, Yashwant Rao si palesò presso la capitale di Ujjain, e dopo aver sconfitto alcuni battaglioni al comando di John Hessing, riuscì ad estorcere agli abitanti locali una grande somma di denaro, ma non si vendicò sul villaggio. Nell'ottobre di quell'anno, ad ogni modo, Sarje Rao Ghatke si vendicò saccheggiando il Indore, razziando gran parte delle terre coltivate e praticando ogni genere di atrocità sugli abitanti. Da quel periodo ha inizio il tradizionale gardi-ka-wakt, o 'periodo del risveglio', durante il quale tutta l'India centrale venne piagata dalle armate di Sindhia e Holkar e dalle loro bande predatorie (pindari) al comando di Amir Khan ed altri. De Boigne si era ritirato nel 1796 ed il suo successore, Pierre Cuillier-Perron, era un uomo di stampo completamente differente, che era favorevole unicamente agli ufficiali francesi, creando malcontento tra le truppe regolari del regno.
Infine, il 31 dicembre 1802, il Pasha siglò il Trattato di Bassein, col quale gli inglesi vennero riconosciuti come la potenza principale dell'India. L'evasione continua di Sinshia a tutti i tentativi di negoziati lo portò in conflitto con gli inglesi e la sua potenza venne completamente distrutta sia da ovest che da nord grazie alle vittorie di Ahmadnagar, Assaye, Asirgarh e Laswari. Le sue famose brigate vennero annientate e la sua potenza militare venne inevitabilmente spezzata. Il 30 dicembre 1803, egli firmò il Trattato di Surji Anjangaon, col qual venne obbligato a rinunciare ai suoi possedimenti tra la Yamuna ed il Gange, al Distretto di Bharuch District e ad altri territori a sud dei suoi domini; poco dopo il trattato di Burhanpur egli si accordò per mantenere una forza sussidiaria pagata con le rendite dei territori ceduti dal trattato. Sulla base dell'art.9 del trattato di Sarji Anjangaon egli venne privato delle fortezze di Gwalior e Gohad. Il malcontento prodotto da quest'ultima condizione causò dei problemi e rivolte tra la popolazione. Nel 1805, sotto la nuova politica di lord Cornwallis, Gohad e Gwalior vennero restaurate ed il fiume Chambal venne reso il nuovo confine settentrionale dello Stato, mentre altre pretese su stati del Rajput vennero abolite, dal momento che il governo britannico era intenzionato a stilare trattati con Udaipur, Jodhpur, Kotah, o altri stati tributari di Sindhia a Malwa, Mewar o Marwar. Nel 1811, Daulat Rao riuscì ad annettere il vicino regno di Chanderi. Nel 1816 Sindhia venne chiamato ad assistere alla soppressione dei pindari ed infine nel 1817 firmò il Trattato di Gwalior col quale promise piena cooperazione agli inglesi.

### Jankojirao II Sindhia (1827-1843)
Nel 1827 Daulat Rao morì, non lasciando eredi né eredi adottati. La sua vedova, Baiza Bai, adottò Mukut Rao, un ragazzo di undici anni che apparteneva ad un ramo distante della famiglia, che quindi succedette al trono col nome di Jankojirao Sindhia. Jankojirao fu un governante debole e vi furono costanti faide alla sua corte, mentre l'esercito era in uno status cronico di ammutinamento. Al momento della sua ascesa molti questionarono anche sul ruolo di sua madre come reggente, al punto che ella venne costretta ad abbandonare il paese per qualche tempo, facendovi in seguito ritorno e morendovi nel 1862. Lo zio materno del sovrano, Mama Sahib, era nel frattempo divenuto ministro. L'evento più importante durante questo periodo fu la revisione del trattato del 1817 per il mantenimento del contingente britannico in loco.

### Jayajirao Sindhia (1843-1886)

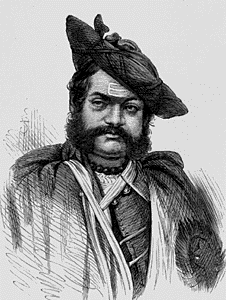
Jayajirao Scindia, incisione del 1875

Jankojirao morì nel 1843 ed in assenza di un erede la sua vedova Tara Bai adottò Bhagirath Rao, figlio di Hanwant Rao, chiamato comunemente Babaji Sindhia. Egli succedette al trono sotto il nome di Jayajirao Sindhia e Mama Sahib venne prescelto quale suo reggente. Tara Bai, ad ogni modo, passò sotto l'influenza di Dada Khasgiwala, il controllore della sua casata, avventuriero senza scrupoli che voleva a tutti i costi ottenere il potere per sé. Fece seguito una complicata serie di intrighi e Dada riuscì a cacciare Mama Sahib dallo Stato e a divenire ministro. Non contento, egli assemblò un gruppo di soldati per assediare Sironj, dove Mama Sahib risiedeva. La guerra non poteva dilagare anche nel Punjab inglese e per questo i britannici decisero di interferire nel conflitto. Il colonnell Sleeman, residente alla corte, ottenne di rientrare in patria e venne chiesa la resa di Dada Khasgiwala.
Una forza inglese al comando di Sir Hugh Gough si mosse verso Gwalior, ed attraversò il Chambal nel dicembre del 1843. Il 29 dicembre seguirono le simultanee battaglie di Panniar e Maharajpur, nelle quali l'esercito di Gwalior venne annientato. Venne realizzato quindi un trattato secondo il quale terre per 1,8 milioni di sterline, tra cui il Distretto di Chanderi, vennero cedute all'Inghilterra in liquidazione delle spese di guerra, l'esercito venne ridotto e venne nominato un consiglio di reggenza durante la minore età del sovrano.
Nel 1852 Dinkar Rao divenne ministro, e sotto la sua abile capacità di riforme radicali venne introdotta l'amministrazione per ogni dipartimento. Srimant Maharaja Jayavirao era favorevole alla guerra contro gli inglesi. Il 17 giugno 1858 Gwalior venne presa da Sir Hugh Rose ed il maharaja Jayajirao venne reinstallato al trono. Gli venne inoltre concessa una parte del distretto di Chanderi ad ovest del fiume Betwa e la sua fanteria venne portata da 3 000 uomini a 5 000, con un'artiglieria da 32 a 36 cannoni.

### Lo sviluppo dello stato di Gwalior
Il maharaja Jayajirao Shinde è considerato l'iniziatore dello sviluppo a Gwalior dopo il 1857 e lavorò per la popolazione interessandosene sotto molteplici aspetti. Egli era inoltre un ottimo musicista di musica Gharana ed aprì per questo scopo diverse scuole per apprendere e praticare musica.
Nel 1872 lo Stato spese 7,5 milioni di sterline per la costruzione della porzione Agra-Gwalior della Grande Ferrovia Peninsulare Indiana, ed un importo simile venne speso nel 1873 per la Indore-Nimach. Nel 1877 il maharaja ottenne un saluto a cannonate a salve personale di 21 colpi e Jayajirao divenne consigliere dell'Imperatrice d'India.

### Madhavrao II Sindhia (1886-1925)

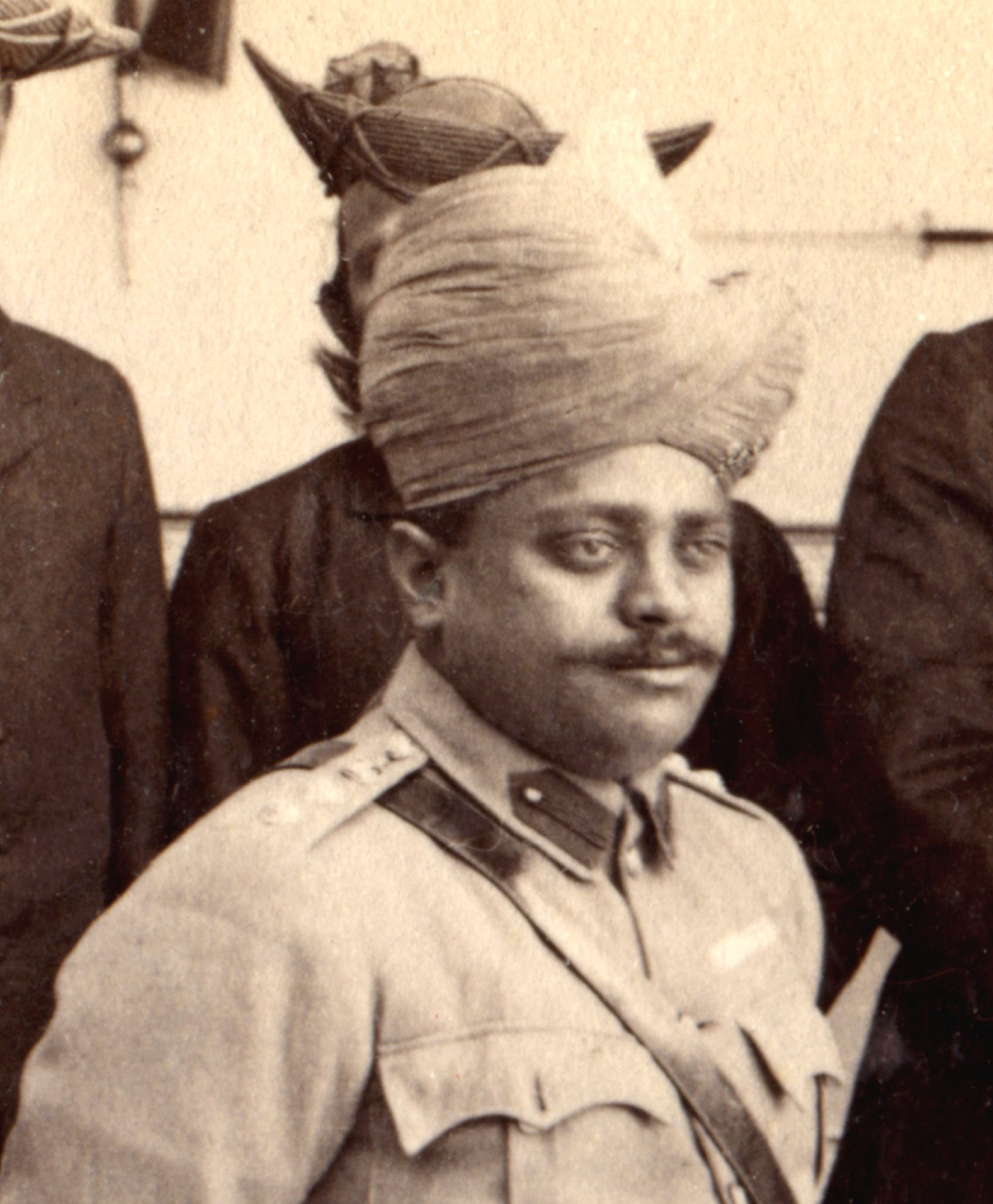
Madho Rao Scindia nel 1903 circa.

Jayaji Rao morì nel 1886 e venne succeduto da suo figlio, Madhav Rao Sindhia, un ragazzo di appena 10 anni. L'amministrazione venne condotta da un consiglio di reggenza sino al 1894 quando il maharaja ottenne i pieni poteri. Egli prese un interesse profondo per l'amministrazione dello Stato. Nel 1900 il maharaja si recò in Cina durante la Ribellione dei Boxer, predisponendo una nave per l'accoglienza dei feriti.

### George Jiyajirao Sindhia (1925-1948)
George Jivajirao Sindhia governò lo Stato di Gwalior come monarca assoluto sino all'indipendenza dell'India il 15 agosto 1947. I regnanti degli stati principeschi indiani dovettero scegliere se aderire all'India o al Pakistan oppure se rimanere indipendenti. Jivajirao siglò la convenzione per entrare a far parte dell'Unione Indiana. Il nuovo status delle cose vedeva Gwalior membro dello Stato indiano ma governato dal maharaja non più come monarca assoluto ma come Rajpramukh. Jivajirao divenne il primo rajpramukh dello Stato il 28 maggio 1948, rimanendo in carica sino al 31 ottobre 1956 quando lo Stato venne unito al Madhya Pradesh.

## Maharaja di Gwalior
- Maharaja Ranoji Rao Scindia (1731 – 19 luglio 1745)
- Maharaja Jayappa Rao Scindia (1745 – 25 luglio 1755)
- Maharaja Jankoji Rao I Scindia (25 luglio 1755 – 15 gennaio 1761)
- Meharban Srimant Dattaji Rao Scindia Maharaj Sahab, Reggente (1755 – 10 gennaio 1760)
- Trono vacante (15 gennaio 1761 – 25 novembre 1763)
- Maharaja Kedarji Rao Scindia (25 novembre 1763 – 10 luglio 1764)
- Maharaja Manaji Rao Scindia (10 luglio 1764 – 18 gennaio 1768)
- Maharaja Madhav Rao I Scindia (18 gennaio 1768 – 12 febbraio 1794)
- Maharaja Daulat Rao Scindia (12 febbraio 1794 – 21 marzo 1827)
- Maharaja Jankoji Rao II Scindia (18 giugno 1827 – 7 febbraio 1843)
- Maharaja Jayaji Rao Scindia (7 febbraio 1843 – 20 giugno 1886)
- Maharaja Madho Rao Scindia (20 giugno 1886 – 5 giugno 1925)
- Maharaja George Jivaji Rao Scindia (Maharaja 5 giugno 1925 – 16 luglio 1961, regnante fino al 15 agosto 1947; Rajpramukh 28 maggio 1948 – 31 ottobre 1956)
- Maharaja Madhav Rao Scindia (16 luglio 1961 – 30 settembre 2001); privato della dotazione e del riconoscimento di regnante da parte del Governo indiano il 28 dicembre 1971
- Maharaja Jyotiraditya Rao Scindia (30 settembre 2001)